# Gundioszczurowate
Gundioszczurowate (Diatomyidae) – rodzina ssaków z infrarzędu jeżozwierzokształtnych (Hystricognathi) w obrębie rzędu gryzoni (Rodentia), której zasięg ogranicza się do południowej i wschodniej Azji.

## Historia odkrycia i badań
Gundioszczurowate były do niedawna uważane przez paleontologów za rodzinę gryzoni wymarłą przed 11 milionami lat. W 2005 roku Paulina Jenkins z gronem współpracowników z Muzeum Historii Naturalnej w Londynie opublikowała wyniki badań nowego gatunku gryzonia, który został odkryty w 1996 roku prowincji w Khammouan w Laosie. Ze względu na znaczną odmienność morfologiczną i genetyczną od znanych gatunków, gryzoń nie mógł być zaklasyfikowany do żadnej ze znanych rodzin.
Na podstawie przeprowadzonej w 2004 roku przez Jenkins analizy mitochondrialnego DNA oraz cytochromu b włączono rodzaj Leonastes do gundiokształtnych. Nowa rodzina otrzymała nazwę Laonastidae, a odkryty gatunek został nazwany Laonastes aenigmamus (skamielinowiec laotański).
W 2006 roku Mary Dawson, kurator działu paleontologii ssaków Carnegie Museum of Natural History w Pittsburghu w Pensylwanii, opublikowała na łamach „Science” artykuł, w którym wykazała, że odkrycie skamielinowca laotańskiego winno być uznane za tzw. efekt Łazarza w stosunku do uznanej za wymarłą rodziny gryzoni gundioszczurowate, a on sam powinien zostać uznany za jej przedstawiciela.

## Systematyka
Do rodziny gundioszczurowatych zalicza się jeden występujący współcześnie rodzaj:
- Laonastes Jenkins, Kilpatrick, M.F. Robinson & Timmins, 2005 – skamielinowiec – jedynym przedstawicielem jest Laonastes aenigmamus Jenkins, Kilpatrick, M.F. Robinson & Timmins, 2005 – skamielinowiec laotański

Opisano również rodzaje wymarłe:
- Diatomys Li Chuankui, 1974[11]
- Fallomus Flynn, Jacobs & Cheema, 1986[12]
- Inopinatia Marković, Wessels, Van de Weerd & De Bruijn, 2018[10] – jedynym przedstawicielem był Inopinatia balkanica Marković, Wessels, Van de Weerd & De Bruijn, 2017
- Marymus Flynn, 2007[4] – jedynym przedstawicielem był Marymus dalanae Flynn, 2007
- Pierremus López-Antoñanzas, 2010[9] – jedynym przedstawicielem był Pierremus ladakhensis (Nanda & Sahni, 1998)
- Willmus Flynn & Morgan, 2005[13] – jedynym przedstawicielem był Willmus maximus Flynn & Morgan, 2005

## Rozmieszczenie geograficzne
Większość znanych gatunków z rodziny Diatomyidae występowała na terenie południowej i wschodniej Azji; jeden gatunek, Inopinatia balkanica, znany jest ze skamieniałości odkrytych w Europie (Serbia). Najstarsze kopalne ślady występowania tych gryzoni datowane są na oligocen. Młodsze, odnalezione w Pakistanie skamieliny gatunku Marymus dalanae są datowane na przełom oligocenu i miocenu. Opisywane przez paleontologów na podstawie śladów kopalnych gatunki z Tajlandii, Chin i Japonii charakteryzowały się większą masą ciała oraz zredukowanym uzębieniem o charakterystycznym dwurzędowym układzie (bilophodont). Stopień ścierania uzębienia wskazywał, że zwierzęta te należały do roślinożerców. Paleontolodzy wskazywali także na dość szybko postępujące w czasie zróżnicowanie w obrębie rodziny. Współczesny skamielinowiec laotański zamieszkuje skaliste tereny w centralnej części Laosu.